# Férfi 10 000 méteres gyorskorcsolya a 2002. évi téli olimpiai játékokon
A 2002. évi téli olimpiai játékokon a gyorskorcsolya férfi 10 000 méteres versenyszámát február 22-én rendezték Kearnsben. Az aranyérmet a holland Jochem Uytdehaage nyerte meg. A versenyszámban nem vett részt magyar versenyző.

## Rekordok
A versenyt megelőzően a következő rekordok voltak érvényben:
| Világrekord     | Gianni Romme (NED) | 13:03,40 | Heerenveen, Hollandia | 2000. január 26.  |
| Olimpiai rekord | Gianni Romme (NED) | 13:15,33 | Nagano, Japán         | 1998. február 17. |

A versenyen új rekordok születtek:
| Gianni Romme (NED)      | 13:10,03 | Salt Lake City, Amerikai Egyesült Államok | 2002. február 22. | Olimpiai rekord |
| Jochem Uytdehaage (NED) | 12:58,92 | Salt Lake City, Amerikai Egyesült Államok | 2002. február 22. | Világrekord     |

## Végeredmény
Mindegyik versenyző egy futamot teljesített, az időeredmények határozták meg a végső sorrendet. Az időeredmények másodpercben értendők. A rövidítések jelentése a következő:
- WR: világrekord

| Helyezés | Versenyző         | Nemzet                 | Idő         |
| -------- | ----------------- | ---------------------- | ----------- |
| Arany    | Jochem Uytdehaage | Hollandia (NED)        | 12:58,92 WR |
| Ezüst    | Gianni Romme      | Hollandia (NED)        | 13:10,03    |
| Bronz    | Lasse Sætre       | Norvégia (NOR)         | 13:16,92    |
| 4.       | Sirahata Keidzsi  | Japán (JPN)            | 13:20,40    |
| 5.       | Jens Boden        | Németország (GER)      | 13:23,43    |
| 6.       | Dmitrij Sepel     | Oroszország (RUS)      | 13:23,83    |
| 7.       | Roberto Sighel    | Olaszország (ITA)      | 13:26,19    |
| 8.       | Kjell Storelid    | Norvégia (NOR)         | 13:27,24    |
| 9.       | Bart Veldkamp     | Belgium (BEL)          | 13:27,48    |
| 10.      | Frank Dittrich    | Németország (GER)      | 13:28,73    |
| 11.      | Itokava Tosihiko  | Japán (JPN)            | 13:31,96    |
| 12.      | Jason Hedstrand   | Egyesült Államok (USA) | 13:32,99    |
| 13.      | Derek Parra       | Egyesült Államok (USA) | 13:33,44    |
| 14.      | Paweł Zygmunt     | Lengyelország (POL)    | 13:35,50    |
| 15.      | Bob de Jong       | Hollandia (NED)        | 13:48,93    |
| 16.      | Dustin Molicki    | Kanada (CAN)           | 13:54,49    |